# Espirógrafo

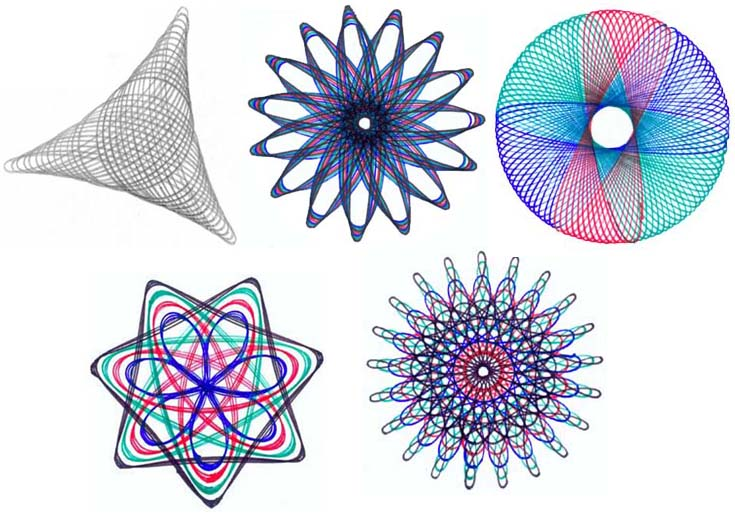
Alguns espirógrafos desenhados com um conjunto Spirograph

Evolução de uma típica Construção no Espirógrafo

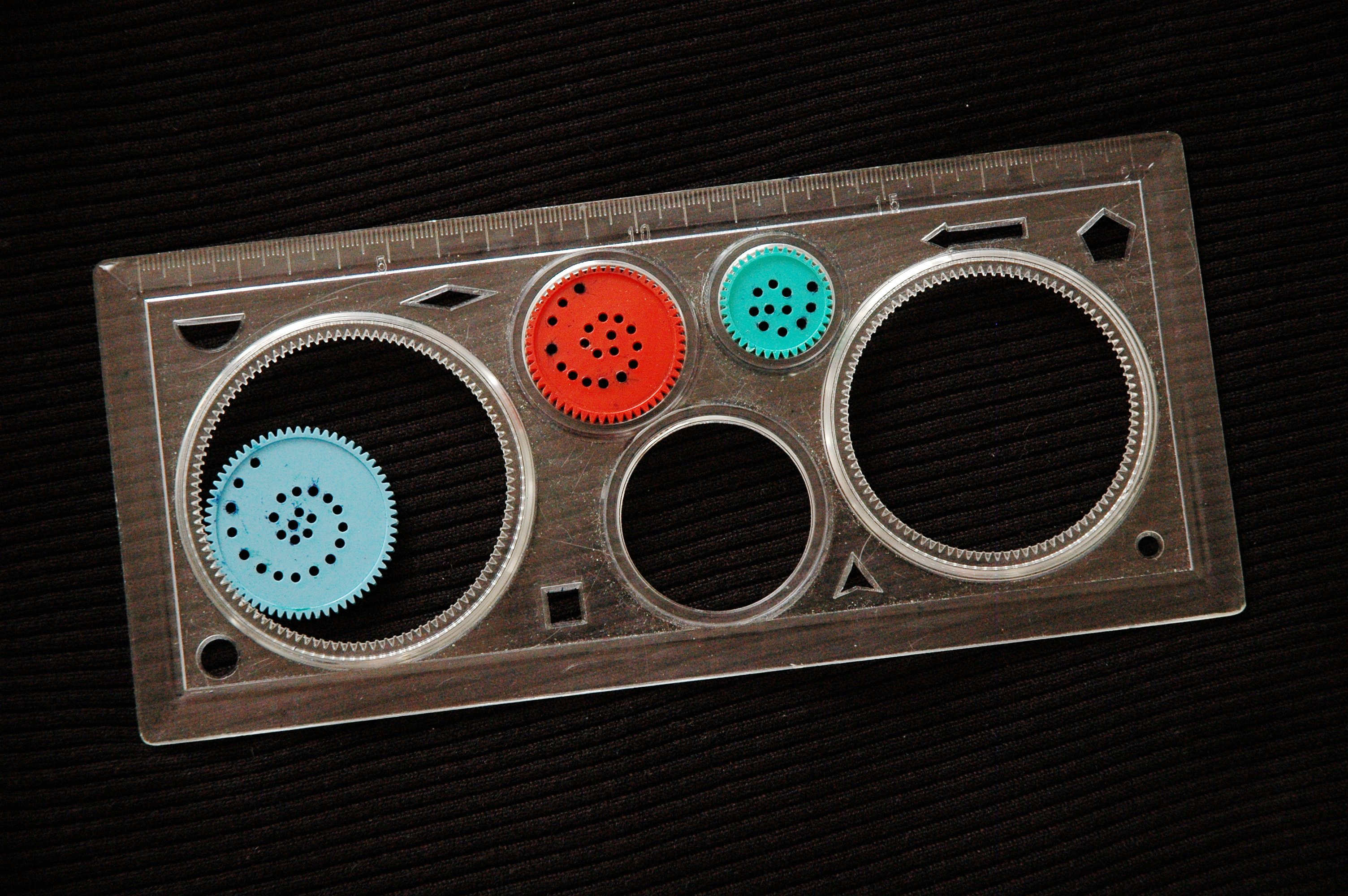
Espirógrafo, um brinquedo produzido e vendido na União Soviética em 1980

Animation of a Spirograph

Espirógrafo é um produto registrado da Hasbro, Inc., um brinquedo para desenho geométrico. O espirógrafo produz curvas matemáticas conhecidas como hipotroclóides e epitroclóides. O termo tem sido usado para descrever várias aplicações de software que mostram curvas similares.

## História
O espirógrafo foi inventado pelo engenheiro britânico Danys Fisher que exibiu-o em 1965 na Feira Internacional de Brinquedos de Nuremberg (Nuremberg International Toy Fair). Era produzido subsequentemente por sua empresa. Os direitos de distribuição foram adquiridos por Kenner, Inc., que introduziu-o no mercado dos Estados Unidos em 1966.

## Funcionamento
Um espirógrafo consiste em um conjunto de engrenagens de plástico e outras formas como anéis, triângulos, ou barras retas. Existem vários tamanhos e formas de engrenagens, e todas as extremidades possuem dentes para se encaixar em outras peças. O ajuste das peças por exemplo, engrenagens pequenas dentro de anéis maiores. Mas também podem ser encaixados por fora dos anéis de forma a girarem ou na extremidade interna ou na extremidade externa dos anéis.
Para usá-lo, uma folha de papel é colocada sobre um papelão grosso, e uma das peças de plástico é fixada no papel e no papelão. Uma outra peça de plástico é encaixada de forma que seus dentes se encaixem com a peça fixada. Por exemplo, um anel pode ser fixado no papel e uma pequena engrenagem colocada dentro do anel - o atual número de arranjos possíveis por combinação de diferentes engrenagens é muito grande. A ponta de uma caneta é colocada em um dos buracos movendo a peça. Com a parte que se move, pelo rastro da caneta, é traçada a curva.
A caneta é usada tanto para desenhar quanto para promover a força locomotiva; é requerida alguma prática sobre Espirógrafo para poder operá-lo através das peças fixas e móveis. Mais complicados e formatos incomuns podem ser feitos com o uso de ambas as mãos, uma para desenhar e outra para guiar a peça. É possível mover várias peças em relação a outras (por exemplo, o triângulo em torno do anel, com um círculo "que sobe" do anel sobre o triângulo), mas isto requer concentração ou até assistência de outro artista.

## Base matemática

Consider um círculo externo fixo {\displaystyle C_{o}} de raio {\displaystyle R} centrado na origem. Um círculo menor interno {\displaystyle C_{i}} de raio {\displaystyle r<R} está rolando por dentro de {\displaystyle C_{o}} e é continuamente tangente a ele. Será assumido que {\displaystyle C_{i}} nunca derrapa em {\displaystyle C_{o}} (em um Espirógrafo real, dentes em ambos círculos previnem tal derrapagem). Agora assuma que um ponto {\displaystyle A} localizado em algum lugar dentro de {\displaystyle C_{i}} está posicionado a uma distância {\displaystyle \rho <r} do centro de {\displaystyle C_{i}}. Esse ponto {\displaystyle A} corresponde ao buraco da caneta no disco interno de um Espirógrafo real. Sem perda de generalidade, pode-se supor que no momento inicial o ponto {\displaystyle A} estava no eixo {\displaystyle X}. Para achar a trajetória criada por um Espirógrafo, siga o ponto {\displaystyle A} assim que o círculo interno for posto em movimento.
Agora marque dois pontos {\displaystyle T} em {\displaystyle C_{o}} e {\displaystyle B} em {\displaystyle C_{i}}. O ponto {\displaystyle T} sempre indica onde os dois círculos são tangentes. Ponto {\displaystyle B} entretanto vai mover-se em {\displaystyle C_{i}} e a sua localização inicial coincide com {\displaystyle T}. Após pôr {\displaystyle C_{i}} em movimento anti-horário em volta de {\displaystyle C_{o}}, {\displaystyle C_{i}} tem uma rotação em sentido horário em relação ao seu centro. A distância que o ponto {\displaystyle B} atravessa {\displaystyle C_{i}} é a mesma que é atravessada pelo ponto tangente {\displaystyle T} em {\displaystyle C_{o}}, devido à falta de derrapagem.
Agora defina o novo sistema de coordenadas (relativas) {\displaystyle (X',Y')} com a sua origem no centro de {\displaystyle C_{i}} e seus eixos paralelos a {\displaystyle X} e {\displaystyle Y}. Admita o parâmetro {\displaystyle t} como o ângulo em que o ponto tangente {\displaystyle T} gira em {\displaystyle C_{o}} e {\displaystyle t'} seja o ângulo no qual {\displaystyle C_{i}} gira (i.e. no qual {\displaystyle B} percorre) no sistema relativo de coordenadas. Como não há derrapagem, as distâncias percorridas por {\displaystyle B} e {\displaystyle T} em seus respectivos círculos devem ser as mesmas, portanto
{\displaystyle tR=(t-t')r}
ou equivalentemente
{\displaystyle t'=-{\frac {R-r}{r}}t.}
É comum assumir que um movimento anti-horário corresponde a uma mudança positiva do ângulo e um horário a uma mudança negativa. Um sinal negativo na fórmula acima ({\displaystyle t'<0}) acomoda essa convenção.
Admita {\displaystyle (x_{c},y_{c})} serem as coordenadas do centro de {\displaystyle C_{i}} no sistema de coordenadas absoluto. Então {\displaystyle R-r} representa o raio da trajetória do centro de {\displaystyle C_{i}}, que (novamente no sistema de coordenadas absolutas) passa por movimento circular de:
{\displaystyle {\begin{array}{rcl}x_{c}&=&(R-r)\cos t,\\y_{c}&=&(R-r)\sin t.\end{array}}}
Como definido acima, {\displaystyle t'} é o ângulo de rotação no novo sistema relativo. Como o pontu {\displaystyle A} obedece a lei usual de movimento circular, suas coordenadas no novo sistema de coordenadas relativas {\displaystyle (x',y')} obedece:
{\displaystyle {\begin{array}{rcl}x'&=&\rho \cos t',\\y'&=&\rho \sin t'.\end{array}}}
A fim de obter a trajetória de {\displaystyle A} no (velho) sistema de coordenadas relativas, adicione esses dois movimentos:
{\displaystyle {\begin{array}{rcrcl}x&=&x_{c}+x'&=&(R-r)\cos t+\rho \cos t',\\y&=&y_{c}+y'&=&(R-r)\sin t+\rho \sin t',\\\end{array}}}
onde {\displaystyle \rho } é definido acima.
Agora, use a relação entre {\displaystyle t} e {\displaystyle t'} como derivado acima para obter equações descrevendo a trajetória do ponto {\displaystyle A} em termos de um único parâmetro {\displaystyle t}:
{\displaystyle {\begin{array}{rcrcl}x&=&x_{c}+x'&=&(R-r)\cos t+\rho \cos {\frac {R-r}{r}}t,\\[4pt]y&=&y_{c}+y'&=&(R-r)\sin t-\rho \sin {\frac {R-r}{r}}t.\\\end{array}}}
(usando o fato que a função {\displaystyle \sin } é ímpar).
É conveniente representar a equação acima em termos do raio {\displaystyle R} de {\displaystyle C_{o}} e parâmetros adimensionais descrevendo a estrutura do Espirógrafo. Vamos admitir
{\displaystyle l={\frac {\rho }{r}}}
e
{\displaystyle k={\frac {r}{R}}.}
O parâmetro {\displaystyle 0\leq l\leq 1} representa o quão longe o ponto {\displaystyle A} está localizado do centro de {\displaystyle C_{i}}. Ao mesmo tempo, {\displaystyle 0\leq k\leq 1} representa quão grande o círculo interno {\displaystyle C_{i}} é em relação ao externo {\displaystyle C_{o}}.
Observa-se agora que
{\displaystyle {\frac {\rho }{R}}=lk,}
e portanto as equações de trajetória ficam com a forma de
{\displaystyle {\begin{array}{rcl}x(t)&=&R\left[(1-k)\cos t+lk\cos {\frac {1-k}{k}}t\right],\\[4pt]y(t)&=&R\left[(1-k)\sin t-lk\sin {\frac {1-k}{k}}t\right].\\\end{array}}}
Parâmetro {\displaystyle R} é um parâmetro de escala e não afeta a estrutura do Espirógrafo. Diferentes valores de {\displaystyle R} iriam produzir semelhantes desenhos de Espirógrafo.
Os dois casos extremos {\displaystyle k=0} e {\displaystyle k=1} resultam em trajetórias degeneradas do Espirógrafo. No primeiro caso extremo, quando {\displaystyle k=0}, temos um círculo simples de raio {\displaystyle R}, correspondente ao caso onde {\displaystyle C_{i}} foi contraído a um ponto. (Divisão por {\displaystyle k=0} na fórmula não é um problema uma vez que {\displaystyle \sin } e {\displaystyle \cos } são funções limitadas).
O outro caso extremo {\displaystyle k=1} corresponde ao raio {\displaystyle r} do círculo interno {\displaystyle C_{i}} coincidindo com o raio {\displaystyle R} do círculo externo {\displaystyle C_{o}}, i.e. {\displaystyle r=R}. Neste caso a trajetória é um simples ponto. Intuitivamente, {\displaystyle C_{i}} é muito grande para rolar dentro do círculo de mesmo tamanho {\displaystyle C_{o}} sem derrapar.
Se {\displaystyle l=1}, então o ponto {\displaystyle A} está na circunferência de {\displaystyle C_{i}}. Nesse caso as trajetórias são chamadas de hipocicloides e as equções acima reduzidas àquelas para um hipocicloide.

## Estrela
A empresa Estrela lançou um produto similar com o nome de "Espirograf".